# Ejabberd
ejabberd è un server XMPP libero tollerante ai guasti e distribuito, scritto principalmente in Erlang e distribuito sotto licenza GNU General Public License (GPL).
Esso lavora su Microsoft Windows e diversi sistemi operativi Unix-like come macOS, GNU/Linux, FreeBSD e NetBSD.
Alexey Shchepin iniziò il progetto nel 2002 e continuò a svilupparlo. «ejabberd» sta per «Erlang Jabber Daemon». ejabberd è scritto solo in lettere minuscole, secondo l'uso comune nel mondo Unix. L'obiettivo di ejabberd è creare un server XMPP stabile e completo.

## Caratteristiche
Oltre il clustering, ejabberd ha anche molte altre funzioni come un'interfaccia web per gli amministratori, supporto a PostgreSQL e MySQL e ODBC, supporto all virtual hosts ed a XMPP, un'interfaccia in diverse lingue, autenticazione con LDAP, login via SSL, SASL e STARTTLS.
Esso supporta anche moduli aggiuntivi, molti dei quali forniscono semplici funzionalità come per esempio salvare messaggi off-line. D'altra parte ci sono anche moduli che svolgono funzioni molto più avanzate come ad esempio: una connessione ai canali Internet Relay Chat, un modulo MUC, un modulo per l'HTTP Polling, un modulo per database utente che permette l'uso di vCard per utenti (è possibile salvare vCards in LDAP o in un database compatibile ODBC con altri moduli), un modulo per Publish-Subscribe, ed un altro per fornire statistiche via XMPP.